# 白雪乌鸦
《白雪乌鸦》是迟子建的长篇小说，曾荣获《人民日报》“2010年度影响力10部书”。

## 写作和出版
《白雪乌鸦》以1910年冬季到1911年春季大清帝国东北哈尔滨市“鼠疫”为背景而写作，而写作念头是迟子建看到“非典”的新闻报道。

## 内容
1910年冬季，大清帝国日薄西山，各种天象兆头、兵祸人祸俱发，东北哈尔滨鼠疫爆发，傅家甸居民“王春申”、“翟芳桂”、“于晴秀”、“喜岁”、“于驷兴”、“伍连德”等在鼠疫中挣扎求生存，最终以坚韧的生命力撑过这场浩劫，而其他5000人则全部死亡，尸体被火化。

## 角色
- 翟芳桂：年轻时是妓女，被“纪永和”赎身回家，当了纪永和的妻子，鼠疫中，被纪永和卖给“贺威”。

- 纪永和：死了2个妻子，算命先生说必须娶一个被千人睡、万人尝的女人才能长久，于是娶了妓女翟芳桂，鼠疫中死了。

- 王春申

- 陈雪卿：糖果店女老板，鼠疫中为夫殉情，儿子陈水给翟芳桂，家产也给翟芳桂。

- 伍连德：北洋陆军军医学堂帮办，英国剑桥大学出身，先人曾参加甲午海战。

## 主题和风格
《白雪乌鸦》通过哈尔滨“鼠疫”讲述了人生命的脆弱和坚韧。